# فریزلد
فریزِلْدْ (انگلیسی: Frizzled) یا «پروتئین خمیده»، گروهی از گیرنده‌های جفت‌شونده با پروتئین جی هستند که همگی گیرنده‌های پروتئینی مسیر سیگنالینگ Wnt محسوب می‌شوند. فعالیت فریزلد خود منجر به فعال‌شدگی «پروتئین دی‌شِـوِلْدْ» در سیتوزول می‌شود.
این پروتئین در طیف وسیعی از جانداران، از اسفنج‌ها تا انسان یافت شده‌است.

## اعضا خانواده

خلاصه‌ای از مسیرهای سیگنالینگِ دخیل در خزان یاخته‌ای.

- فریزلد ۱ (FZD1)
- فریزلد ۲ (FZD2)
- فریزلد ۳ (FZD3)
- فریزلد ۴ (FZD4)
- فریزلد ۵ (FZD5)
- فریزلد ۶ (FZD6)
- فریزلد ۷ (FZD7)
- فریزلد ۸ (FZD8)
- فریزلد ۹ (FZD9)
- فریزلد ۱۰ (FZD10)